# Cam Chính
Cam Chính là một xã cũ thuộc huyện Cam Lộ, tỉnh Quảng Trị, Việt Nam.

## Lịch sử
Ngày 16 tháng 6 năm 2025, Ủy ban Thường vụ Quốc hội ban hành Nghị quyết số 1680/NQ-UBTVQH15 về việc sắp xếp các đơn vị hành chính cấp xã của tỉnh Quảng Trị năm 2025. Theo đó, sắp xếp toàn bộ diện tích tự nhiên, quy mô dân số của các thị trấn Cam Lộ, xã Cam Thành, xã Cam Chính, xã Cam Nghĩa thành xã mới có tên gọi là xã Cam Lộ.

## Địa lý
Xã Cam Chính có diện tích 57,01 km², dân số năm 1999 là 3.954 người, mật độ dân số đạt 69 người/km².

## Hành chính
Xã Cam Chính được chia thành 9 thôn: An Trung, Đốc Kỉnh, Mai Đàn, Mai Lộc 1, Mai Lộc 2, Mai Trung, Minh Chính, Sơn Thanh, Đoàn Kết.